# Anders Ruben Forsblom
Anders Ruben Forsblom (* 26. Juni 1931 in Porvoo; † 18. Juni 2023 in Raseborg) war ein finnischer Radrennfahrer und nationaler Meister im Radsport.

## Sportliche Laufbahn
Forsblom war Teilnehmer der Olympischen Sommerspiele 1952 in Helsinki. Im olympischen Straßenrennen schied er beim Sieg von André Noyelle aus. Die finnische Mannschaft mit Forsblom, Raino Armas Koskenkorva, Paul Backman und Paul Nyman kam nicht in die Mannschaftswertung.
1953 gewann er die nationale Meisterschaft im Straßenrennen vor Nils Olof Henriksson. 1954 verteidigte er seinen Titel vor Paul Nyman. Mit dem Porvoon ajot gewann er 1954 das älteste finnische Eintagesrennen. Er startete für den Verein Porvoon Akilles.